# Tim Krabbé
Hans Maarten Timotheus Krabbé (nar. 13. dubna, 1943), známější jako Tim Krabbé, je nizozemský novinář, spisovatel a bývalý šachista.

## Život
Tim Krabbé se narodil v Amsterdamu. Nizozemským čtenářům je známý zejména díky svému psychologickému thrilleru De Renner (česky: Jezdec), který byl poprvé vydaný v roce 1978. Dalším známým románem je Het Gouden Ei (Zlaté vejce) z roku 1984, který byl v roce 1988 podle Krabbého scénáře převeden na filmové plátno pod názvem Spoorloos (Beze stopy). V roce 1993 byl natočen americký remake The Vanishing (v České republice uveden pod názvem Záhadné zmizení). Kromě toho přispíval do většiny významných nizozemských periodik.
Tim Krabbé je také bývalý hráč šachu. Jeho rating ELO je 2274. Uznávané jsou jeho příspěvky do šachových periodik a jeho internetové stránky Chess Curiosities věnované šachu. Krabbé je mimo jiné autorem žertovné šachové úlohy z roku 1972, která představila tzv. vertikální rošádu (po proměně pěšce ve věž), což přimělo Mezinárodní šachovou federaci doplnit pravidla šachu tak, aby tento tah nebyl možný.
Tim Krabbé je bratrem herce Jeroena Krabbé. Jeho synovec Martijn Krabbé také často vystupuje v nizozemských médiích.